# Nauplion
Nauplion este un oraș în Grecia.

## Personalități născute aici
- Angelos Terzakis (1907 - 1979), scriitor.